# Дружок (фільм)
«Дружок» — радянський односерійний художній фільм, знятий в 1958 році режисером Віктором Ейсимонтом. Комбінація оповідань Миколи Носова «Мішкіна каша» (1938) і «Дружок» (1947).

## Сюжет
У фільмі розповідається про веселі пригоди двох нерозлучних друзів — Михайла і Колі, які одного разу в літній час залишилися на своїй дачі без дорослих. З ними були тільки маленька дівчинка Майка і приятель друзів — кошлатий, вірний і терплячий пес на прізвисько Дружок. Він зіграв чималу роль у великих пригодах нерозлучних друзів…

## У ролях
- Віктор Коваль —  Міша Козлов
- Анатолій Птичкін —  Коля
- Ольга Есальнек —  Майка
- Марина Орданська —  Оленка
- Зоя Федорова —  тітка Наташа
- Федір Нікітін —  Федір Михайлович, вчитель літератури
- Олександра Денисова —  бабуся, яка втратила валізу
- Любов Студнєва —  тітка Надя
- Агрій Аугшкап —  дядько Льоня
- Георгій Гумільовський —  чоловік, який втратив ящик з цвяхами
- Олександра Попова —  мати Михайла Козлова
- Сергій Троїцький —  чоловік з гусем
- Сергій Філіппов —  шахрай
- Софія Бєляєва — епізод

## Знімальна група
- Автор сценарію:  Микола Носов
- Режисер:  Віктор Ейсимонт
- Оператори:
  -  Інна Зараф'ян
  -  Борис Монастирський
- Художник:  Костянтин Урбетіс
- Композитор:  Лев Шварц